# Силене (Скрудалиенская волость)
Си́лене (латыш. Silene) — населённый пункт в Аугшдаугавском крае Латвии. Административный центр Скрудалиенской волости. Находится у региональной автодороги P68 (Даугавпилс — Скрудалиена — беларусская граница). Рядом расположено озеро Сила.
По данным на 2015 год, в населённом пункте проживало 695 человек. Есть волостная администрация, начальная школа, клуб, библиотека. Рядом находится пункт пропуска «Силене» на латвийско-беларусской границе, закрытый в сентябре 2023 года.

## История
Ранее село носило название Боровка. В XIX веке было важным транспортным центром на дороге Динабург—Браслав.
В 1932 году переименовано в Силене. В 1935 году насчитывалось 1022 жителя. До 1949 года село было центром Силенской волости. Позднее входило в состав Скрудалиенского сельсовета Даугавпилсского района. В селе располагался совхоз «Силене».
В 2023 году отмечено 110-летие католического храма Вознесения Девы Марии, визит епископа Елгавского Э. Павловского 1 октября.

## Известные уроженцы
Жук, Георгий Яковлевич (1884, село Боровка, Иллукстский уезд, Курляндская губерния — 1941, Москва) — деятель обновленчества, имел сан митрополита Архангельского, в 1926—1933 годы — настоятель храма Воскресения Словущего на Ваганьковском кладбище.